# Чёрная полоса (фильм, 2018)
«Чёрная полоса́» (фр. Fleuve noir) — французский триллер режиссёра Эрика Зонки. Главные роли исполнили Венсан Кассель, Ромен Дюрис и Сандрин Киберлен. Сюжет фильма основан на романе израильского писателя Дрора Мишани «Метод инспектора Авраама» («The Missing File», ивр. תיק נעדר‎). Премьера состоялась 6 апреля 2018 года на Бонском кинофестивале, а выход в прокат 18 июля 2018 года.
Не считая телефильма «Белый солдат», не выходившего в широкий прокат, «Чёрная полоса» стала первой работой Зонки с момента выхода «Джулии» в 2008 году.

## Сюжет
Фильм рассказывает о расследовании исчезновения Дэни Арно, шестнадцатилетнего подростка из вполне благополучной семьи. Дело поручено комиссару Франсуа Висконти, имеющему проблемы с алкоголем и незаинтересованному в деле, который впоследствии начинает испытывать чувства к матери пропавшего. Расследование разворачивается между ложными следами и вмешательством Яна Беллэля, учителя подростка, подозреваемого Висконти в сексуальных отношениях с Дэни и в ответственности за его исчезновение.

## В ролях
- Венсан Кассель — Франсуа Висконти
- Ромен Дюрис — Ян Беллэль
- Сандрин Киберлен — Соланж Арно
- Шарль Берлен — Марк
- Элоди Буше — Лола Беллэль
- Афсия Эрзи — Шерифа
- Жером Пули[фр.] — Рафаэль Арно
- Лорена Телье[фр.] — Мари Арно
- Sadek[фр.] — коллега Висконти

## Производство
Роль Франсуа Висконти изначально должен был исполнить Жерар Депардьё, но он отказался от участия вскоре после начала съёмок, что случилось впервые за его карьеру, как это было позже отмечено журналистом Патриком Коэном. Сандрин Киберлен, исполнившая роль Соланж Арно, в интервью Коэну впоследствии называла эти съёмки неприятным для себя опытом и отказалась участвовать в продвижении картины после её выхода. Сам Зонка отказался признавать наличие каких-либо проблем с ходом съёмок, сказав, что разногласия случаются всегда.

## Реакция критиков
Фильм в целом был положительно воспринят критиками, которые похвалили его за хорошо проработанных персонажей. Согласно AlloCiné после премьеры во Франции фильм получил среднюю оценку 2,5/5 от критиков и прессы, и 3/5 среди зрителей.